# 伍洛镇
伍洛镇，是中华人民共和国湖北省孝感市云梦县下辖的一个乡镇级行政单位。

## 行政区划
伍洛镇下辖以下地区：
伍洛社区、十月村、跃进村、新胜村、坦湖村、窑头村、三八村、三集村、新发村、顺河村、王劳村、中丁村、洛阳村、大杨村、港坝村、袁杨村、朱祠村、刘杨村、湖边村、舒桥村、大张村、程垸村、黄万村、青春村、先锋村、旗杆村和黎明村。